# Henry Coxe
Pour les articles homonymes, voir Coxe.
Henry Octavius Coxe (20 septembre 1811 à Bucklebury, Berkshire, Angleterre - 8 juillet 1881 à Oxford) est un bibliothécaire et érudit anglais ,.

## Biographie
Huitième fils du Révérend Richard Coxe et Susan Smith, il fait ses études à la Westminster School et au Worcester College d'Oxford. Immédiatement après avoir obtenu son diplôme en 1833, il commence à travailler au département des manuscrits du British Museum, devient en 1838 sous-bibliothécaire de la Bibliothèque Bodléienne d'Oxford et, en 1860, succède au Dr Bulkeley Bandinel en tant que bibliothécaire en chef, poste qu'il occupe jusqu'à sa mort en 1881.
Ayant prouvé qu'il est un paléographe compétent, il est envoyé par le gouvernement britannique sous Henry John Temple, 3e vicomte Palmerston pour inspecter les bibliothèques des monastères du Levant en 1857. Il découvre des manuscrits précieux, mais les moines refusent de se séparer de leurs trésors. Un résultat précieux de ses voyages est la détection de la contrefaçon tentée par Konstantinos Simonides. Il est l'auteur de divers catalogues, et sous sa direction celui du Bodleian, en plus de 720 volumes, est achevé. Il publie Rogri de Wendover Chronica, 5 volumes (1841 - 1844) ; le Prince Noir, poème historique écrit en français par Chandos Herald (1842) ; et Rapport sur les manuscrits grecs encore conservés dans les bibliothèques du Levant (1858).
Il n'est pas seulement un bibliothécaire précis, mais un ecclésiastique actif et travailleur, et est pendant les vingt-cinq dernières années de sa vie responsable de la paroisse de Wytham, près d'Oxford. Il est également membre honoraire de Worcester et de Corpus Christi.
En 1839, il épouse Charlotte Esther, fille de Tomkyns Hilgrove Turner, et a cinq enfants, dont Susan Esther (1842 - 1894) épouse de John Wordsworth, futur évêque de Salisbury.